# Microchirita mollissima
Microchirita mollissima là một loài thực vật có hoa trong họ Tai voi (Gesneriaceae). Loài này có ở Thái Lan (Phangnga, Surat Thani); được Henry Nicholas Ridley mô tả khoa học đầu tiên năm 1896 dưới danh pháp Chirita mollissima. Năm 2011, A.Weber & D.J.Middleton chuyển nó sang chi Microchirita.